# George Hartley Bryan
George Hartley Bryan FRS (Cambridge, 1 de março de 1864, Cambridge — Bordighera, 13 de outubro de 1928) foi um engenheiro britânico.
G. H. Bryan é originador, com W. E. Williams, da equação de movimento de aviões. As equações de Bryan formam a base para a análise da dinâmica do voo e o projeto de simuladores de voo.

## Carreira
Foi professor da Universidade Bangor, em Bangor, País de Gales. É geralmente creditado pelo desenvolvimento do moderno tratamento matemático do movimento de aviões em voo como corpos rígidos com seis graus de liberdade. Além de pequenas diferenças na notação, as equações de Bryan publicadas em 1911 são as mesmas utilizadas atualmente para avaliar aeronaves modernas. (Talvez surpreendentemente, as equações de Bryan - publicadas apenas oito anos depois que uma aeronave voou pela primeira vez - são mais precisas quando aplicadas a jatos supersônicos.) Na avaliação matemática de aeronaves, Bryan focou em questões de estabilidade aerodinâmica ao invés do controle; estabilidade e controle de uma aeronave tendem a estar nas extremidades opostas do mesmo espectro. Os resultados aeronáuticos de Bryan foram uma extensão do seu trabalho anterior em dinâmica dos fluidos. Em 1888 Bryan desenvolveu modelos matemáticos para a pressão de fluidos dentro de uma tubulação e para a pressões externas de flambagem. Estes modelos ainda são usados na atualidade.